# Gastronomia del Carib
La gastronomia caribenya fa referència a l'art culinari dels territoris del Carib, sovint inclosos dins l'Amèrica Central. Engloba diverses gastronomies que tenen en comú una fusió de productes i tècniques d'origen africà, crioll, cajun, dels nadius americans, europeu, llatinoamericà, indi, xinès i de l'Orient Mitjà. Aquestes tradicions culinàries van ser portades de diversos països a la regió del Carib pels immigrants. Després d'això a la regió es va crear un estil únic i variat.
La cuina del Carib fa servir arròs, plàtans, fesols o mandioca. El fufu, un pancake suau originari de la cuina ghanesa, s'utilitza sovint com a guarnició. Un altre exemple de plat caribeny seria el callaloo, una barreja cuinada de verdures de fulla verda.
El marisc és un dels tipus de cuina més comuns a les illes, encara que això es deu en part a la seva ubicació. Cada illa té la seva pròpia especialitat. Algunes preparen llamàntol, mentre que altres prefereixen certs tipus de peix. Per exemple, l'illa de Barbados és coneguda pel seus peixos voladors, que normalment se serveixen a la brasa, fregits o al vapor.

## Menjar típic

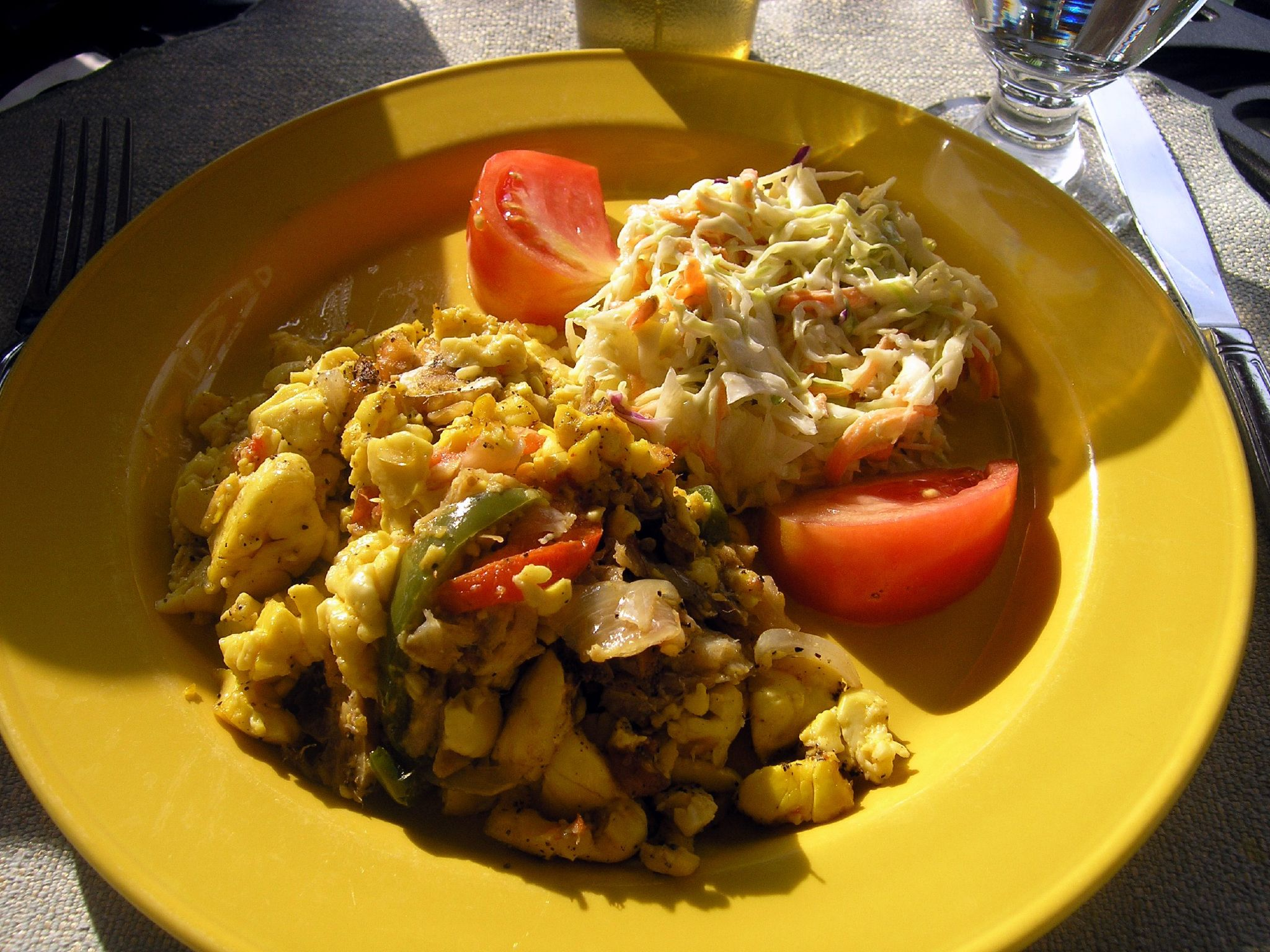
El plat nacional jamaicà d'ackee i peix salat acompanyat d'amanida de col

Els ingredients que són comuns a la gran majoria dels plats de les illes són l'arròs, els plàtans, els fesols, la iuca, el coriandre, els pebrots, els cigrons, el tomàquet, el moniato, el coco i qualsevol de les diverses carns disponibles localment com a carn de vedella, d'aviram, de porc o peix. Un condiment característic per a la regió és una marinada a base d'herbes verdes i oli que imparteix un perfil de sabor essencialment caribeny. Els ingredients poden incloure all, ceba, pebrots scotch bonnet, api, ceba tendra i herbes com coriandre, marduix, romaní, estragó i farigola. Aquest condiment verd s'usa per a una varietat de plats com el curri, guisats i carns rostides.
Els plats tradicionals són tan importants per a la cultura regional que, per exemple, la versió local de l'estofat de cabra caribenya ha estat oficialitzat com el plat nacional de Montserrat i també és un dels plats emblemàtics de Saint Kitts i Nevis. Un altre plat popular al Carib anglòfon es diu cook-up o pelau. L'ackee and saltfish ('akí i bacallà') és un altre plat popular que és exclusiu de Jamaica. El callaloo és un plat que conté vegetals de fulla com espinacs i de vegades okra, entre d'altres, àmpliament distribuït al Carib, amb un caràcter distintiu africà i indígena.
La varietat de plats de postres a l'àrea també reflecteix els orígens mixtos de les receptes. En algunes àrees pot servir-se black cake, un derivat del púding de Nadal anglès, especialment en ocasions especials.
Amb el temps, la gastronomia del Carib ha esdevingut una tècnica narrativa a través de la qual la seva cultura ha estat accentuada i promoguda. Tot i això, en estudiar la cultura caribenya a través d'una lent literària, es corre el risc de generalitzar les idees exòtiques sobre les pràctiques alimentàries de la zona tropical. Alguns teòrics del menjar argumenten que aquesta representació del menjar caribenya en diverses formes de mitjans contribueix a les concepcions inexactes que giren al voltant de les seves pràctiques culinàries, que estan molt més basades en esdeveniments històrics desagradables. Per tant, es pot argumentar que la connexió entre la idea que el Carib és el paradís suprem i el menjar caribeny és exòtic es basa en informació inexacta.

## Segons ubicació
- Gastronomia d'Antigua i Barbuda
- Gastronomia de les Bahames
- Gastronomia de Barbados
- Gastronomia de Cuba
- Gastronomia de Dominica
- Gastronomia de Guyana
- Gastronomia d'Haití
- Gastronomia de Jamaica
- Gastronomia de Puerto Rico
- Gastronomia de la República Dominicana
- Gastronomia de Trinitat i Tobago